# Pseudolimnophila senex
Pseudolimnophila senex är en tvåvingeart som beskrevs av Alexander 1920. Pseudolimnophila senex ingår i släktet Pseudolimnophila och familjen småharkrankar.
Artens utbredningsområde är Uganda. Inga underarter finns listade i Catalogue of Life.